# Jezioro Dobrosułowskie
Jezioro Dobrosułowskie – jezioro w woj. lubuskim, w pow. krośnieńskim, w gminie Bytnica, nieopodal wsi Dobrosułów, leżące na terenie Równiny Torzymskiej.

## Charakterystyka
Jezioro otoczone jest wałem ziemnym. Wał zbudowany najprawdopodobniej w celu piętrzenia wody nie jest do tego celu wykorzystywany. Wewnątrz wału znajdują się liczne oczka wodne oraz nieduże, praktycznie niedostępne z brzegu jezioro. Jezioro jest częścią obwodu rybackiego „Jezioro Dobrosułowskie”.

## Dane morfometryczne
Powierzchnia jeziora wynosi 51,5 ha. Zwierciadło wody położone jest na wysokości 80,3 m n.p.m.